# Ashley Thompson
Ashley Thompson é uma atriz e modelo dos Estados Unidos.

## Filmografia
- Sister Act 2: Back in the Habit